# فرودگاه تک‌بانده باخویس
فرودگاه تک‌بانده باخویس (به انگلیسی: Bakhuys Airstrip) یک فرودگاه همگانی است. این فرودگاه در کشور سورینام قرار دارد.